# Asynkronmotor
En asynkron motor (eller induktionsmotor) er en elektromotor, der virker ved at viklingerne (spolerne) i statoren skaber et roterende magnetfelt. Det inducerer en vekselstrøm, som løber i rotoren. Strømmen i rotoren danner et andet magnetfelt, der sammen med feltet fra statorviklingen skaber den kraft, der driver rotoren (motorakslen) rundt.
Asynkronmotorer er simple og billige at bygge. De er ikke afhængige af "børster", som slæber mod kontaktringe kommutatoren på rotoren, som en jævnstrømsmotor. Så de kræver ingen vedligeholdelse og har en længere levetid. Det er den mest anvendte type elmotor på over 1 kW. Normalt har rotoren ingen elektrisk forbindelse med omverdenen.
Alle asynkrone motorer roterer med en lidt lavere hastighed end magnetfeltet fra statorviklingen. Det er fordi, rotoren må bevæge sig baglæns i forhold til statorens magnetfelt, for at der kan induceres strøm i rotoren. Forskellen mellem statorfeltets hastighed og rotorens hastighed kaldes "slip". Slippet stiger, og motorens hastighed falder, når belastningen af motoren stiger.
Når forsyningsspændingens frekvens er 50 hertz, vil tre viklinger medføre, at statorens magnetfelt roterer med 3.000 omdrejninger/minut. Rotoren (motorakslen) roterer med ca. 2800 omdrejninger/min..
Viklingerne i statoren kan være fordoblede (6 stk.), tredoblede (9) og firdoblede (12), og statorfeltet roterer med hhv. 1.500, 1.000 og 750 omdrejninger/min..
Nogle motorer er lavet, så tilslutningen af viklingerne kan omkobles under drift, så de kan køre med forskellige hastigheder.
Hvis de faste hastighedstrin ikke dækker behovet, kan en frekvensomformer ændre forsyningsspændingens frekvens. Så kan motorens hastighed ændres.

## Historie
Princippet med et roterende magnetfelt blev udtænkt af Nikola Tesla i 1882, og han brugte det til at opfinde en tofaset asynkronmotor i 1883. Michael von Dolivo-Dobrowlsky opfandt den første moderne trefasede "bur-rotor" i 1890. Motoren indledte i 1888 den anden industrielle revolution.